# Armée expéditionnaire japonaise de Chine centrale
L'armée expéditionnaire japonaise de Chine centrale (中支那派遣軍) est une unité de l'armée impériale japonaise durant la seconde guerre sino-japonaise.
Le 7 novembre 1937, l'armée régionale japonaise de Chine centrale est formée en tant qu'armée expéditionnaire de renfort en combinant l'armée expéditionnaire de Shanghai et la 10e armée. Le général Iwane Matsui est nommé en tant que commandant-en-chef. Il fait ses rapports directement au quartier-général impérial. Après la bataille de Nankin, l'armée régionale japonaise de Chine centrale est dissoute le 14 février 1938 et ses unités sont transférées à l'armée expéditionnaire de Chine centrale.
Le 12 septembre 1939, l'armée expéditionnaire de Chine est formée par la fusion de l'armée expéditionnaire de Chine centrale et de l'armée régionale japonaise de Chine du Nord.

## Commandants

### Officiers
|   | Nom                             | De               | À                 |
| - | ------------------------------- | ---------------- | ----------------- |
| 1 | Général Shunroku Hata           | 14 février 1938  | 14 décembre 1938  |
| 2 | Lieutenant-général Otozō Yamada | 15 décembre 1938 | 23 septembre 1939 |

### Chef d'état-major
|   | Nom                                  | De              | À                 |
| - | ------------------------------------ | --------------- | ----------------- |
| 1 | Général Masakazu Kawabe              | 15 février 1938 | 30 janvier 1939   |
| 2 | Lieutenant-général Teiichi Yoshimoto | 31 janvier 1939 | 23 septembre 1939 |